# Estádio Roberto Santos

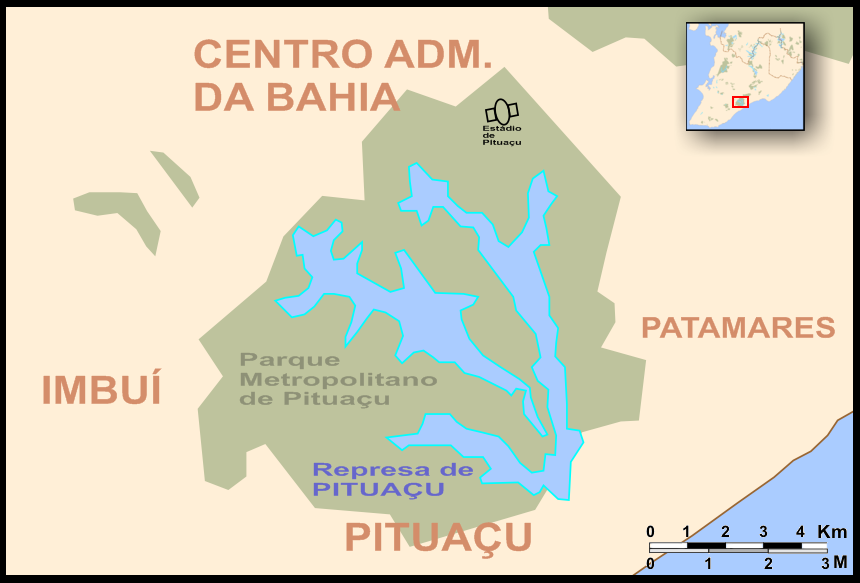
Localização do estádio no Parque de Pituaçu.

O Estádio Metropolitano Governador Roberto Santos, mais conhecido por Estádio de Pituaçu, é um estádio de futebol localizado no bairro de Pituaçu, em Salvador, de propriedade do Estado da Bahia. Possui uma capacidade para 32.157 espectadores (depois da reforma e ampliação) e já foi palco de grandes jogos.
O Estádio ganhou o prêmio de melhor gramado da Série B de 2010 concedido pela Confederação Brasileira de Futebol.
O Estádio de Pituaçu foi um centro oficial de treinamento durante a Copa do Mundo FIFA de 2014, uma vez que a Arena Fonte Nova recebeu os jogos do torneio.

## História

### Primeiro jogo de inauguração
O estádio foi inaugurado originalmente em 10 de março de 1979, com capacidade para 13 mil pessoas e uma partida entre o Bahia e o Fluminense de Feira, na qual o Bahia venceu por 2 a 0, com gols marcados por Douglas.

### Reforma e reinauguração
Segundo a Assessoria de Comunicação do Governo da Bahia (Agecom), em 21 de janeiro de 2008, o estádio começou a passar por obras de requalificação, sendo que o jogo de reinauguração foi uma partida entre Bahia e Ipitanga, pelo Campeonato Baiano de 2009, tendo como placar 4 x 0 para o Esporte Clube Bahia.[carece de fontes?]
A reforma estava estimada em 55 milhões de reais, onde muros, vestiários, sala de juízes, instalações elétricas, sistema de irrigação e reservatórios serão trocados por outros novos. A Conder é o órgão responsável pela reforma, que também incluirá a construção de um sistema de esgotamento sanitário, arquibancada revestida, tribunas de honra e de imprensa, cabines de rádio e TV, alambrados, pilares e cercamentos, além de placar eletrônico e um novo gramado.
A antiga capacidade de 16 mil pessoas sentadas foi aumentada para 34 mil torcedores. O governo Wagner tinha a intenção de arrendar o estádio em 2011, o que acabou não acontecendo.
A partida de reinauguração foi antecedida por cerimônia com apresentação de ginástica rítmica, chuva de pétalas de rosas jogadas a partir de um helicóptero e presença do governador do estado. No mesmo dia 25 de janeiro de 2009, a partida foi disputada entre o E. C. Bahia e o E. C. Ipitanga, com vitória do primeiro por 4 a 0 e primeiro gol marcado pelo volante Élton aos 35 minutos do primeiro tempo.

### Brasil e Chile
Houve também a realização de uma partida da Seleção Brasileira válida pelas Eliminatórias para a Copa de 2010. A partida foi contra a Chile no dia 9 de setembro de 2009. A Seleção brasileira, jogando com os reservas e o baiano lateral direito Daniel Alves, que atuou no meio-campo, fez 4 a 2 no Chile.

### Temporada de 2009 doBahia

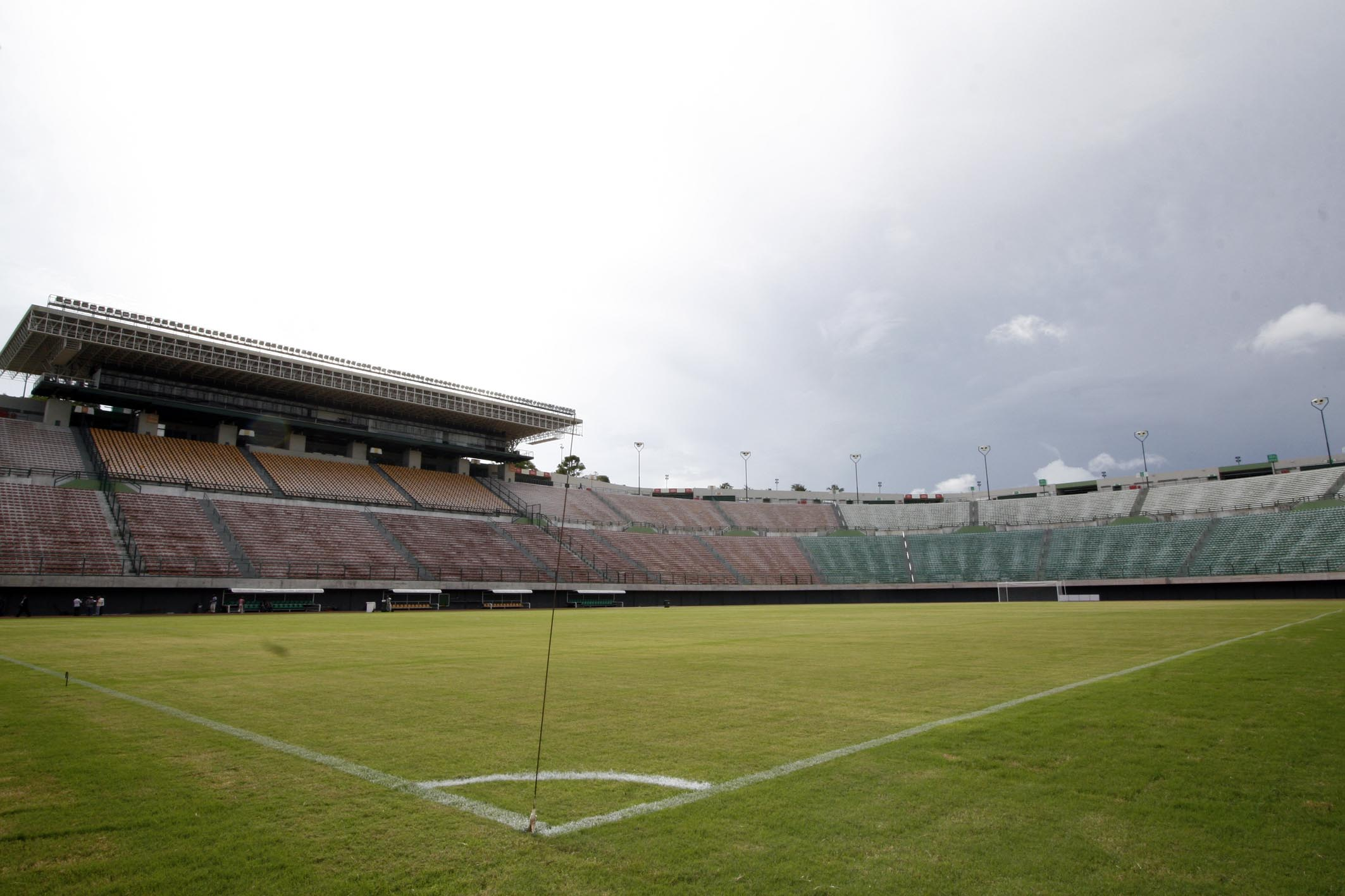
Estádio logo após a recomposição do gramado feita no final de março de 2010.

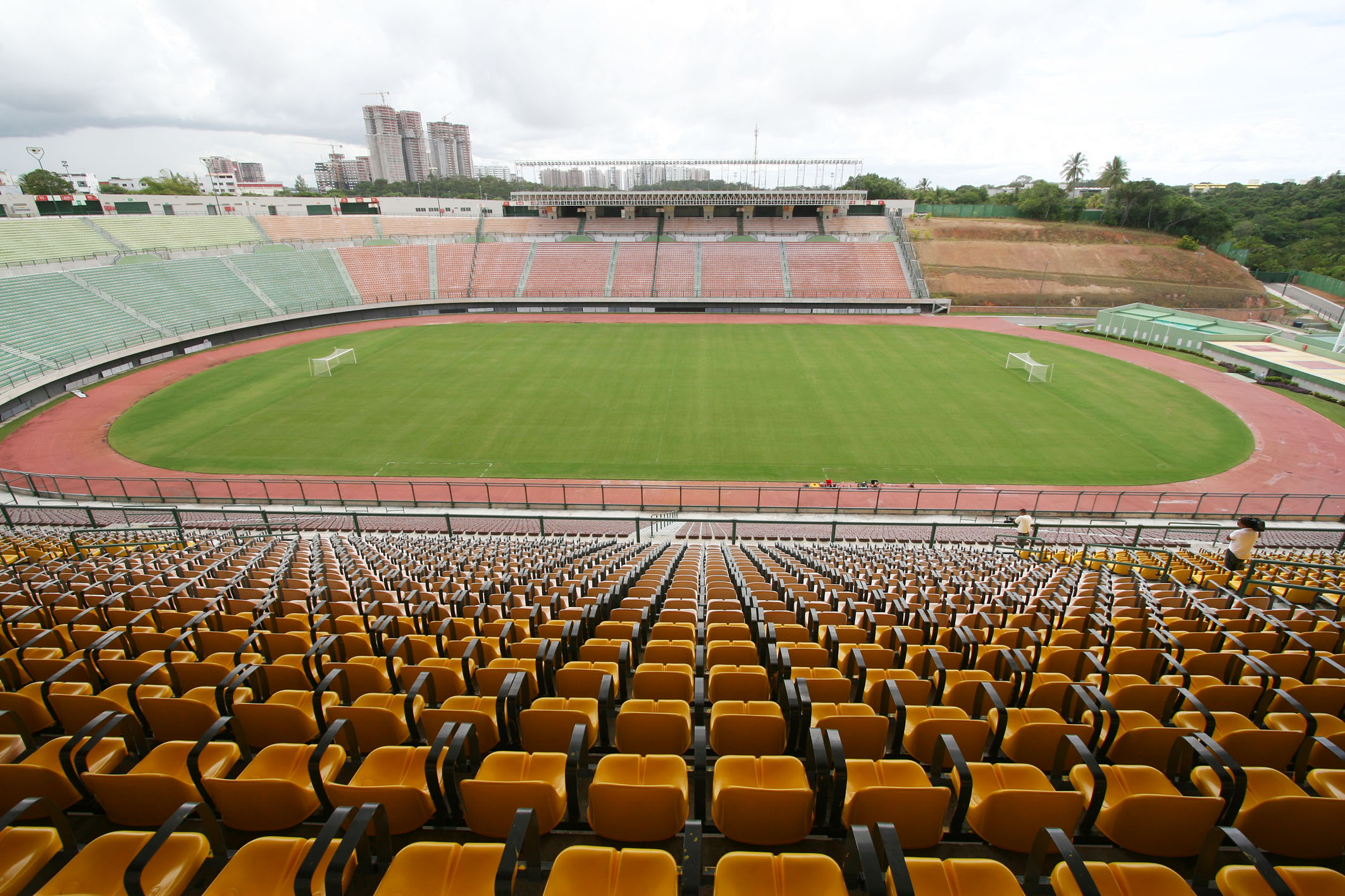
Estádio durante a vistoria do Comitê Organizador Local da Copa 2014 pelos estádios baianos candidatos à centro oficial de treinamento.

Devido à ausência da Fonte Nova, o Bahia em 2008 teve que jogar longe de Salvador, na cidade de Feira de Santana. Enquanto isso, o Estádio de Pituaçu passou por uma grande reforma. Em 2009, o estádio estava pronto para a volta do clube. Nessa temporada, o Bahia fez uma campanha com 26 jogos realizados onde venceu 18 jogos, empatou 7 e perdeu apenas 3 jogos.[carece de fontes?]

## Maiores públicos
Abaixo estão listados os maiores públicos registrados no Pituaçu.
1. Público de 32 157 espectadores, nas seguintes partidas:
Bahia 3 x 0 Portuguesa, pela Série B 2010 em 13 de novembro de 2010.
Bahia 1 x 1 Náutico, pela Série A 2012, em 25 de novembro de 2012.
Bahia 2 x 0 Sport, pela Série B  2010, em 29 de maio de 2010.
Bahia 1 x 1 Coritiba, pela Série B 2010, em 2 de novembro de 2010.
Bahia 3 x 3 Vitória, pelo Campeonato Baiano 2012, em 13 de maio de 2012.
Bahia 1 x 1 Grêmio, pela Série A 2012, em 27 de outubro de 2012.
Bahia 2 x 0 Vitória, pelo Campeonato Baiano 2011, em 21 de fevereiro de 2011.
Bahia 0 x 1 Vitória, pelo Campeonato Baiano 2010, em 25 de abril de 2010.
2. Público de 31 794 espectadores, na seguinte partida:
Bahia 1 x 1 Vila Nova, pela Série B 2010.
3. Público de 31 560 espectadores, na seguinte partida:
Bahia 2 x 0 Guarani, pela Série B 2009, em 21 de novembro de 2009.
4. Público de 31 230 espectadores, na seguinte partida:
Bahia 4 x 3 São Paulo, pela Série A 2011, em 5 de novembro de 2011.
5. Público de 31 146 espectadores, na seguinte partida:
Bahia 2 x 2 Fortaleza, pela Série B 2009, em 6 de novembro de 2009.
6. Público de 30 423 espectadores, na seguinte partida:
Bahia 0 x 0 Vitória, pelo Campeonato Baiano 2009, em 22 de março de 2009.
7. Público de 30 390 espectadores, na seguinte partida:
Bahia 3 x 1 São Caetano, pela Série B 2009, em 29 de agosto de 2009.
8. Público de 30 370 espectadores, na seguinte partida:
Brasil 4 x 2 Chile, pelas eliminatórias da Copa do Mundo 2010, em 9 de setembro de 2009.
9. Público de 30 015 espectadores, na seguinte partida:
Bahia 1 x 2 Vitória, pelo Campeonato Baiano 2009, em 26 de abril de 2009.

## Pituaçu Solar
Iniciado em abril de 2012, o projeto Pituaçu Solar é um sistema de geração solar fotovoltaica. Primeiro equipamento de iluminação solar da América Latina, tem capacidade geradora de 633 megawatts-hora (MWh) anuais, os quais garantem a autossuficiência elétrica do estádio e o excedente é fornecido aos prédio das secretarias do Trabalho (Setre) e da Administração (Saeb), no Centro Administrativo da Bahia (CAB). Com investimento total de 5,5 milhões de reais oriundos da Coelba, governo estadual e Fundo Nacional de Eficiência Energética, até o fim de 2014 os gastos com energia foram reduzidos em 400 mil reais.
Foi aberto em setembro de 2013, o Centro de Visitação Pituaçu Solar nas dependências do estádio como um espaço para destacar a história da instalação esportiva e a inovação representada pela geração solar. O centro, em 2015, já tinha recebido a visitação de mais de três mil pessoas.